# ساچون
ساچون، روستایی از توابع بخش مرکزی شهرستان زرین‌دشت در استان فارس ایران است.

## جمعیت
این روستا در دهستان خسویه قرار دارد و براساس سرشماری مرکز آمار ایران در سال ۱۳۸۵، جمعیت آن ۱٬۱۶۰ نفر (۲۶۴خانوار) بوده‌است.